# Xylopia madagascariensis
Xylopia madagascariensis Cavaco & Keraudren – gatunek rośliny z rodziny flaszowcowatych (Annonaceae Juss.). Występuje endemicznie we wschodniej części Madagaskaru. 

## Morfologia
PokrójZimozielone drzewo. Młode pędy są owłosione.
LiścieMają owalnie eliptyczny kształt. Mierzą 5,5 cm długości oraz 2,5 szerokości. Ogonek liściowy jest nagi i dorasta do 2 mm długości.
KwiatySą pojedyncze lub zebrane w parach. Rozwijają się w kątach pędów. Działki kielicha są owłosione, mają trójkątny kształt i dorastają do 2–3 mm długości. Płatki mają kształt od liniowego do lancetowatego i dorastają do 13–17 mm długości. Są owłosione, nierówne. Słupków jest do 6 do 9. Są omszone i mierzą 1 mm długości.

## Biologia i ekologia
Rośnie w lasach.